# Следкова, Ольга Павловна
Ольга Павловна Следкова (Агафонова; 1926 — ?) — токарь-стахановец, лауреат Сталинской премии (1952).

## Биография
Ольга Агафонова родилась в 4 октября 1926 года в Рязанской губернии в крестьянской семье. Её отец принимал участие в Великой Отечественной войне и был тяжело ранен. Во время войны Ольга поступила в ремесленное училище. В 1945 году вступила в комсомол. После окончания училища устроилась на Люблинский литейно-механический завод. Вместе со своей сменщицей Антониной Жандаровой работала на токарно-револьверном станке, занималась винтов вагонных стяжек для железнодорожного транспорта. Вместе со сменщицей она стала инициатором метода взаимопомощи работающих на одном станке, что позволило значительно увеличить выработку. Сущность метода состояла в том, что каждая из сменщиц готовит для другой рабочее место, и передача смены происходит без остановки станка. До этого на подготовку станка и получение материалов перед работой необходимо было потратить около получаса. Если поначалу каждая из них изготавливала по 70-80 деталей за смену, то после внедрения нового метода производительность труда достигала 300 деталей за смену, что составляло три нормы. В итоге себестоимость вагонной стяжки снизилась на 4,5 %.
В сентябре 1951 года сменщицы выступили на комсомольском собрании с предложением осуществлять строгий контроль за выполнением каждой производственной операции. Суть данного социалистического соревнования заключалась в том, что рабочий, занимающийся обработкой детали, контролировал качество продукции рабочих, занимавшихся обработкой детали на предыдущем этапе технологического процесса. Это позволило повысить качество продукции и увеличить производительность труда. Вскоре социалистическое соревнование было подхвачено другими предприятиями страны.
В 1953 году вступила в КПСС. В 1970-х годах работала контролёром ОТК на Люблинском литейно-механическом заводе.

## Премии
В 1952 году вместе с Антониной Жандаровой была удостоена Сталинской премии третьей степени — как инициатор соцсоревнования за отличное выполнение каждой производственной операции.